# یاوور (ناحیه کلاتووی)
یاوور (به چکی: Javor) یک منطقهٔ مسکونی در جمهوری چک است که در ناحیه کلاتووی واقع شده‌است. یاوور ۴٫۲ کیلومتر مربع مساحت و ۸۴ نفر جمعیت دارد و ۵۱۷ متر بالاتر از سطح دریا واقع شده‌است.